# Andre Dirrell
Andre Dirrell (* 7. September 1983 in Flint, Michigan) ist ein US-amerikanischer Profiboxer im Supermittelgewicht.
Er ist der ältere Bruder des Boxweltmeisters Anthony Dirrell.

## Amateurkarriere
Dirrell wurde unter anderem 2001 US-amerikanischer Meister im Federgewicht sowie 2003 US-amerikanischer Meister im Mittelgewicht und war Teilnehmer der Panamerikanischen Spiele 2003 in Santo Domingo, wo er in der Vorrunde knapp gegen Yordanis Despaigne ausschied.
Im Februar 2004 gewann er die US-Olympiaqualifikation in Tunica und die US Olympic Box-Offs in Cleveland, sowie im März 2004 die kontinentale Olympiaqualifikation in Tijuana. Er konnte daraufhin an den Olympischen Sommerspielen 2004 in Athen teilnehmen und siegte dort im Mittelgewicht gegen Ha Dabateer, Nabil Kassel und diesmal auch Yordanis Despaigne, ehe er im Halbfinale knapp mit 18:23 gegen Gennadi Golowkin mit einer Bronzemedaille ausschied.

## Profikarriere
Andre Dirrell bestritt seinen ersten Profikampf im Januar 2005 und gewann 18 Kämpfe in Folge, davon 13 vorzeitig. Zu seinen besiegten Gegnern zählten Curtis Stevens (Kampfbilanz: 17-1), Anthony Hanshaw (21-1), Mike Paschall (17-0) und Wictor Oganow (28-1). Er wurde daraufhin in das Turnier Super Six World Boxing Classic aufgenommen und boxte am 17. Oktober 2009 in der Nottingham Arena gegen den WBC-Weltmeister Carl Froch (25-0), verlor den Kampf jedoch knapp durch Split Decision nach Punkten.
In seinem nächsten Turnierkampf boxte er am 27. März 2010 in der Joe Louis Arena von Detroit gegen Arthur Abraham (31-0) und gewann durch Disqualifikation in der elften Runde. Dirrell führte auf allen drei Punktzetteln und erzielte gegen Abraham auch einen Niederschlag in der vierten Runde. In der elften Runde rutschte Dirrell ohne Schlagwirkung zu Boden, wobei Abraham gegen den bereits am Boden befindlichen Dirrell noch einmal nachschlug.
Im Oktober 2010 wurde bekanntgegeben, dass Dirrell das Turnier Super Six World Boxing Classic aus gesundheitlichen Gründen verlassen habe. Seinen nächsten Kampf bestritt er erst am 30. Dezember 2011, und damit über 21 Monate nach dem Abraham-Kampf, gegen Darryl Cunningham (24-2) und siegte durch TKO in der zweiten Runde. Nach vier weiteren Siegen, darunter im Dezember 2014 gegen Derek Edwards (27-3), konnte er am 23. Mai 2015 in der Agganis Arena in Boston gegen James DeGale (20-1) um den vakanten IBF-Weltmeistertitel boxen, verlor den Kampf jedoch einstimmig nach Punkten.
Nach einem folgenden Sieg gegen Blake Caparello (22-1), kämpfte er am 20. Mai 2017 im MGM National Harbor von Oxon Hill um die Interimsweltmeisterschaft der IBF und gewann per Disqualifikation in der achten Runde gegen Jose Uzcategui (26-1), aufgrund eines Nachschlages durch Uzcategui nach dem Rundengong. Den direkten Rückkampf und damit den Interimstitel verlor Dirrell jedoch am 3. März 2018 im Barclays Center von Brooklyn vorzeitig in der achten Runde.
Im Anschluss bestritt er bis 2023 nur drei Kämpfe, die er jeweils gegen Juan Cabrera (24-2), Christopher Brooker (16-7) und Yunieski Gonzalez (21-4) gewann.

## Liste der Profikämpfe
| 26 Siege (16 K.o.-Siege), 2 Niederlage (0 K.o.-Niederlagen), 0 Unentschieden |              |                                                          |                                              |                                           |
| Jahr                                                                         | Tag          | Ort                                                      | Gegner                                       | Ergebnis für Dirrell                      |
| 2005                                                                         | 27. Januar   | Michael’s Eighth Avenue, Glen Burnie (Maryland), USA     | Carlos Jones                                 | Sieg / TKO 4. Runde                       |
| 2005                                                                         | 11. Februar  | Phillips Arena, Atlanta, USA                             | Walter Coles                                 | Sieg / KO 1. Runde                        |
| 2005                                                                         | 10. März     | Michael’s Eighth Avenue, Glen Burnie (Maryland), USA     | Jacob Rodriguez                              | Sieg / KO 2. Runde                        |
| 2005                                                                         | 15. April    | Northern Quest Casino, Washington, USA                   | Carl Cockerham                               | Punktsieg (einstimmig) / 6 Runden         |
| 2005                                                                         | 18. August   | HP Pavilion at San Jose, San José (Kalifornien), USA     | Juan Camacho                                 | Sieg / KO 2. Runde                        |
| 2006                                                                         | 21. April    | Omar Shrine Temple, Mount Pleasant (South Carolina), USA | Mike Eatmon                                  | Punktsieg (einstimmig) / 6 Runden         |
| 2006                                                                         | 25. Mai      | Pechenga Resort & Casino, Temecula (Kalifornien), USA    | Alfonso Rocha                                | Punktsieg (einstimmig) / 6 Runden         |
| 2006                                                                         | 23. Juni     | Oakland Arena, Oakland (Kalifornien), USA                | Don Hall                                     | Sieg / TKO 3. Runde                       |
| 2006                                                                         | 17. November | Soboba Casino, San Jacinto (Kalifornien), USA            | James Sundin                                 | Sieg / TKO 2. Runde                       |
| 2006                                                                         | 22. Dezember | Perani Arena and Event Center, Flint (Michigan), USA     | Cullen Rogers                                | Sieg / TKO 3. Runde                       |
| 2007                                                                         | 16. Februar  | Playboy Mansion, Beverly Hills, USA                      | Kenny Kost                                   | Punktsieg (einstimmig) / 8 Runden         |
| 2007                                                                         | 16. Juni     | Mohegan Sun Casino, Connecticut, USA                     | Curtis Stevens (Boxer)                       | Punktsieg (einstimmig) / 10 Runden        |
| 2007                                                                         | 6. Dezember  | Tachi Palace Hotel & Casino, Lemoore, USA                | William Johnson                              | Sieg / KO 1. Runde                        |
| 2008                                                                         | 1. Februar   | Grand Casino, Hinckley (Minnesota), USA                  | Shannon Miller                               | Sieg / TKO 3. Runde                       |
| 2008                                                                         | 2. Mai       | Chumash Casino, Santa Ynez, USA                          | Anthony Hanshaw                              | Sieg / TKO 5. Runde                       |
| 2008                                                                         | 2. August    | Emerald Queen Casino, Tacoma (Washington), USA           | Mike Paschall                                | Sieg / TKO 4. Runde                       |
| 2008                                                                         | 1. November  | Home Depot Center, Carson (Kalifornien), USA             | Victor Oganov WBO-NABO-Interim-Meisterschaft | Sieg / TKO 6. Runde                       |
| 2009                                                                         | 28. März     | Buffalo Run Casino, Miami, USA                           | Derrick Findley                              | Sieg / Aufgabe 6. Runde                   |
| 2009                                                                         | 17. Oktober  | Trent FM Arena, Nottingham, Großbritannien               | Carl Froch WBC-Weltmeisterschaft             | Punktniederlage (mehrstimmig) / 12 Runden |
| 2010                                                                         | 27. März     | Joe Louis Arena, Detroit (Michigan), USA                 | Arthur Abraham                               | Sieg / Disqualifikation 11. Runde         |
| 2011                                                                         | 30. Dezember | Morongo Resort Casino & Spa, Cabazon (Kalifornien), USA  | Darryl Cunningham                            | Sieg / TKO 2. Runde                       |
| 2013                                                                         | 2. Februar   | Convention Center, McAllen, USA                          | Michael Gbenga                               | Punktsieg (einstimmig) / 10 Runden        |
| 2014                                                                         | 1. August    | Little Creek Casino Resort, Shelton (Washington), USA    | Vladine Biosse                               | Sieg / TKO 5. Runde                       |
| 2014                                                                         | 8. Oktober   | Beau Rivage Resort & Casino, Biloxi (Mississippi), USA   | Nick Brinson                                 | Sieg / TKO 4. Runde                       |
| 2014                                                                         | 19. Dezember | Pepsi Coliseum, Québec, Kanada                           | Derek Edwards                                | Punktsieg (einstimmig) / 12 Runden        |
| 2015                                                                         | 23. Mai      | Agganis Arena, Boston, USA                               | James DeGale vakante IBF-Weltmeisterschaft   | Punktniederlage (einstimmig) / 12 Runden  |
| (Quelle: BoxRec-Datenbank)                                                   |              |                                                          |                                              |                                           |